# Attentat de Monterrey de 2011
 (juillet 2017).
L'attentat de Monterrey de 2011 a eu lieu le 25 août 2011 au casino Royale de Monterrey, dans l'État mexicain du Nuevo León. Il a provoqué la mort d'au moins 53 personnes, selon les autorités,.
C'est l'une des attaques les plus meurtrières contre un établissement de jeu au Mexique depuis que le président Felipe Calderon a ordonné une vaste campagne de répression contre les narcotrafiquants en 2006.

## Déroulement et suites
L'attaque aurait eu lieu vers 15 h 50, lorsqu'au moins 12 hommes armés, selon des témoins, ont vaporisé du gaz combustible (essence), tiré des coups de feu et jeté au moins une grenade dans le casino, situé à l'intersection de la rue Jesús María González et de l'avenue San Jeronimo,. Dans la panique, certaines personnes ont été piétinées durant la bousculade, tandis que les sorties de secours sont restées fermées. Le bilan officiel fait état de 53 morts et 10 blessés, la plupart asphyxiés par les fumées toxiques,.
Un jour plus tôt, dans la ville voisine de Saltillo, un centre de paris avait déjà été la cible d'une attaque, sans causer toutefois de victime. Ces événements, auxquels s'ajoute une fusillade dans un stade de Torreón dans l'État de Coahuila une semaine auparavant, avaient obligé à suspendre un match de football de la première division.

## Enquête policière

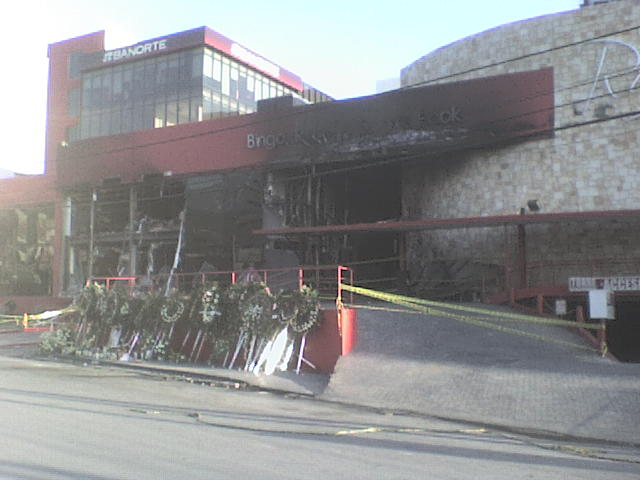
Le casino Royale après l'attentat.

Le 29 août 2011, le gouverneur du Nuevo Léon, Rodrigo Medina de la Cruz, annonce dans une conférence de presse l'arrestation de 5 personnes suspectées d'appartenir au cartel de Los Zetas :
- Luis Carlos Carrazco Espinoza, alias « Chihuas », 25 ans.
- Javier Alonso Martínez Morales, alias « Javo », 37 ans.
- Jonathan Jahir Reyna Gutiérrez, 18 ans.
- Juan Ángel Leal Flores, alias « El Casillas » ou « Cash », 20 ans.
- Julio Tadeo Berrones Ramírez, alias « Julio Rayas », 28 ans.

Le 2 septembre 2011, un officier de la police mexicaine est également arrêté, soupçonné d'avoir participé à l'attentat.

## Réactions internationales
Le président mexicain Felipe Calderon a déclaré trois jours de deuil national. L'ONU, par la voix du secrétaire général Ban Ki-moon, a condamné par ailleurs l'attentat le 26 août. Amnesty International exige une enquête approfondie des faits et exprime sa solidarité avec les familles des victimes et les habitants de la région.
- États-Unis : le président Barack Obama décrit l'attaque de « brutale » et de « répréhensible »[15].
- Allemagne : la chancelière Angela Merkel exprime ses « condoléances » à travers une conférence de presse[14].
- France : le porte-parole des Affaires étrangères Bernard Valero a condamné les actes et décrit l'attaque d'une « sauvagerie brutale qui a frappé la société mexicaine[14]. »
- Costa Rica : la présidente Laura Chinchilla qualifie l'attaque « d'acte terroriste lâche[14]. »
- Panama : le président Ricardo Martinelli a invité les pays latino-américains à créer un « front commun » pour combattre le crime organisé[14] ».